# Мансини, Трей
Джозеф Энтони «Трей» Мансини III (англ. Joseph Anthony «Trey» Mancini III, 18 марта 1992, Уинтер-Хейвен, Флорида) — американский бейсболист, аутфилдер клуба Главной лиги бейсбола «Балтимор Ориолс».

## Карьера
Мансини родился 18 марта 1992 года в Уинтер-Хейвене, штат Флорида. Там же он окончил старшую школу. В 2011 году Трей поступил в университет Нотр-Дам, изучал политологию. В чемпионате NCAA он провёл 164 игры с показателем отбивания 34,5 %, выбил 39 даблов, 10 триплов и 28 хоум-ранов. В 2013 году он был выбран клубом «Балтимор Ориолс» в восьмом раунде драфта Главной лиги бейсбола.
Он дебютировал в профессиональном бейсболе в составе «Абердин Айрон Бердс» и по итогам сезона 2013 года был признан Самым ценным игроком команды. Затем Трей играл за «Дельмарву», «Фредерик» и «Боуи Бэйсокс». В 2015 году он был признан Самым ценным игроком системы фарм-клубов «Ориолс».
Начало сезона 2016 года Мансини провёл в «Боуи», а затем был переведён в клуб ААА-лиги «Норфолк Тайдс». В апреле и июле его признавали Лучшим игроком месяца в системе «Ориолс». В сентябре Трей был вызван в основной состав клуба и дебютировал в Главной лиге бейсбола. В каждой из первых трёх игр он выбивал по хоум-рану, став третьим игроком в истории, добившимся такого успеха. Мансини также вошёл в состав «Балтимора» на игру уайл-кард плей-офф против «Торонто Блю Джейс».
Чемпионат 2017 года стал для него первым полным в лиге. Мансини провёл хороший год, несмотря на слабые результаты команды. Он отбивал с показателем 29,3 %, выбил 26 даблов, 24 хоум-рана и набрал 78 RBI. По основным статистическим показателям Трей стал вторым бьющим в команде после Тима Бекхэма. Также он выбил 159 хитов, второй показатель для новичков в истории клуба. В 2018 году Мансини закрепил за собой статус одного из лидеров и ведущих отбивающих «Ориолс».